# Arrondissement de Queenscliffe
L'arrondissement de Queenscliffe est une zone d'administration locale dans le sud du Victoria en Australie à l'entrée de la baie de Port Phillip.
C'est le seul arrondissement du Victoria à ne pas avoir été restructuré.